# Okami
Ōkami (яп. 大神 О:ками) — компьютерная игра с графикой в стиле рисованной анимации, разработанная японской студией Clover Studio для игровой консоли PlayStation 2 и вышедшая в Японии 20 апреля 2006 года, портированная на Wii в 2008 году. 
В 2012 году был выпущен ремастер Ōkami HD на PlayStation 3, а в 2017 году портировали на Windows, PlayStation 4, Xbox One и Nintendo Switch.
Главным персонажем игры Ōkami является богиня Солнца японского пантеона синто по имени Аматэрасу, принявшая форму белой волчицы. Название игры является омонимическим каламбуром: слово Ōkami (狼) по-японски означает «волк», однако иероглифы письменности кандзи, используемые в названии игры (大神), тоже произносятся как Ōkami и означают «великое божество», таким образом протагонистом игры является великое божество-волк. Те же иероглифы (大神) также используются в написании полного имени богини: Аматэрасу О:-ми-ками.

## Сюжет
Сто лет назад над деревней Камики властвовал восьмиголовый демон Ороти. Мечник Наги, чью возлюбленную должны были принести в жертву демону, решил положить этому конец. На помощь ему пришла белая волчица Сирануи, и вместе они сумели заточить Ороти. Но победа далась большой ценой: Сирануи была отравлена ядом демона и вскоре умерла. Спустя сто лет в деревне всё ещё проводят ежегодный фестиваль в честь Наги и Сирануи, но грядущий праздник омрачён бедой: Ороти вырвался на волю, наложив страшное проклятье на всю страну. Дух дерева Сакуя призвала на помощь богиню солнца Аматэрасу, чьей реинкарнацией и была Сирануи. Однако после гибели своей физической формы Аматэрасу потеряла большую часть своей магии, и ей придётся найти утраченные Техники Божественной Кисти, чтобы вновь победить Ороти и очистить земли от проклятья.

## Игровой процесс

Специальные фильтры делают трёхмерное изображение похожим на целлулоидную анимацию (так называемый сэл-шейдинг).
Игрок может использовать магию «Божественная кисть», с помощью которой он может рисовать на экране как на васи. Кисть используется в бою, головоломках, а также в различных заданиях. Например, если нарисовать петлю, то вызывается сильный ветер; можно нарисовать мосты через реку или разрубить противника пополам, проведя через него линию. Новые возможности по использованию кисти открываются по мере продвижения в игре.

## Оценки и награды
| Сводный рейтинг    | Сводный рейтинг | Сводный рейтинг | Сводный рейтинг | Сводный рейтинг | Сводный рейтинг |
| Издание            | Оценка          | Оценка          | Оценка          | Оценка          | Оценка          |
| Издание            | Switch          | PS2             | PS3             | PS4             | Wii             |
| ------------------ | --------------- | --------------- | --------------- | --------------- | --------------- |
| GameRankings       | 88,69 %         | 92,65 %         | 90,29 %         | 88,15 %         | 90,02 %         |
| Metacritic         | N/A             | 93/100          | N/A             | N/A             | N/A             |
| Иноязычные издания |                 |                 |                 |                 |                 |
| Издание            | Оценка          | Оценка          | Оценка          | Оценка          | Оценка          |
| Издание            | Switch          | PS2             | PS3             | PS4             | Wii             |
| 1UP.com            | N/A             | 9,0/10          | N/A             | N/A             | N/A             |
| Game Informer      | N/A             | 9,5/10          | N/A             | N/A             | N/A             |
| GameSpot           | N/A             | 9,0/10          | N/A             | N/A             | N/A             |
| IGN                | N/A             | 9,1/10          | N/A             | N/A             | N/A             |

- Игровой портал «1UP» назвал Ōkami лучшей игрой для PlayStation 2, третьей лучшей из экшенов и второй лучшей игрой из показанных на ежегодной выставке E3 2005.
- Ōkami заняла первое место в десятке лучших игр E3 в американском ежемесячнике «Game Informer»
- Игровой портал «GameSpy»  поместил Ōkami на пятое место в статье посвящённой E3 2005.
- Игровой портал «IGN»  в их обзоре E3 2005 назвал Ōkami лучшей PS2 игрой из показанных на E3, второе место в номинациях «Лучшее из показанного» и «Самый новаторский дизайн» (первое место в секции игр для PS2).
- Японский журнал «Famitsu» дал Ōkami 10/10/10/9 баллов, в итоге 39 из возможных 40 баллов.
- Игровой портал «IGN»  назвал Ōkami самой лучшей игрой 2006 года.
- Британская академия кино и телевизионных искусств (British Academy of Film and Television Arts) назвала Ōkami лучшей игрой 2007 года в номинациях[16] Artistic achievement (Художественные достижения) и Original score (Лучшая оригинальная музыка).

## Продажи
Летом 2018 года, благодаря уязвимости в защите Steam Web API, стало известно, что точное количество пользователей сервиса Steam, которые играли в игру хотя бы один раз, составляет 162 638 человек.

## Продолжение
У игры имеется продолжение под названием Ōkamiden: Chīsaki Taiyō (大神伝～小さき太陽～), вышедшее в 2010 году для Nintendo DS.